# Stegt flæsk
El stegt flæsk es un plato de panceta frita de Dinamarca que suele servirse con patata y salsa de perejil (med persillesovs). El nombre se traduce a veces como ‘tiras de cerdo’ o ‘tiras de cerdo frito crujientes’. Se usa panza de cerdo o pecho para el stegt flæsk y las tiras se cortan con un grosor de algo más de 1 cm.

## En la cocina danesa

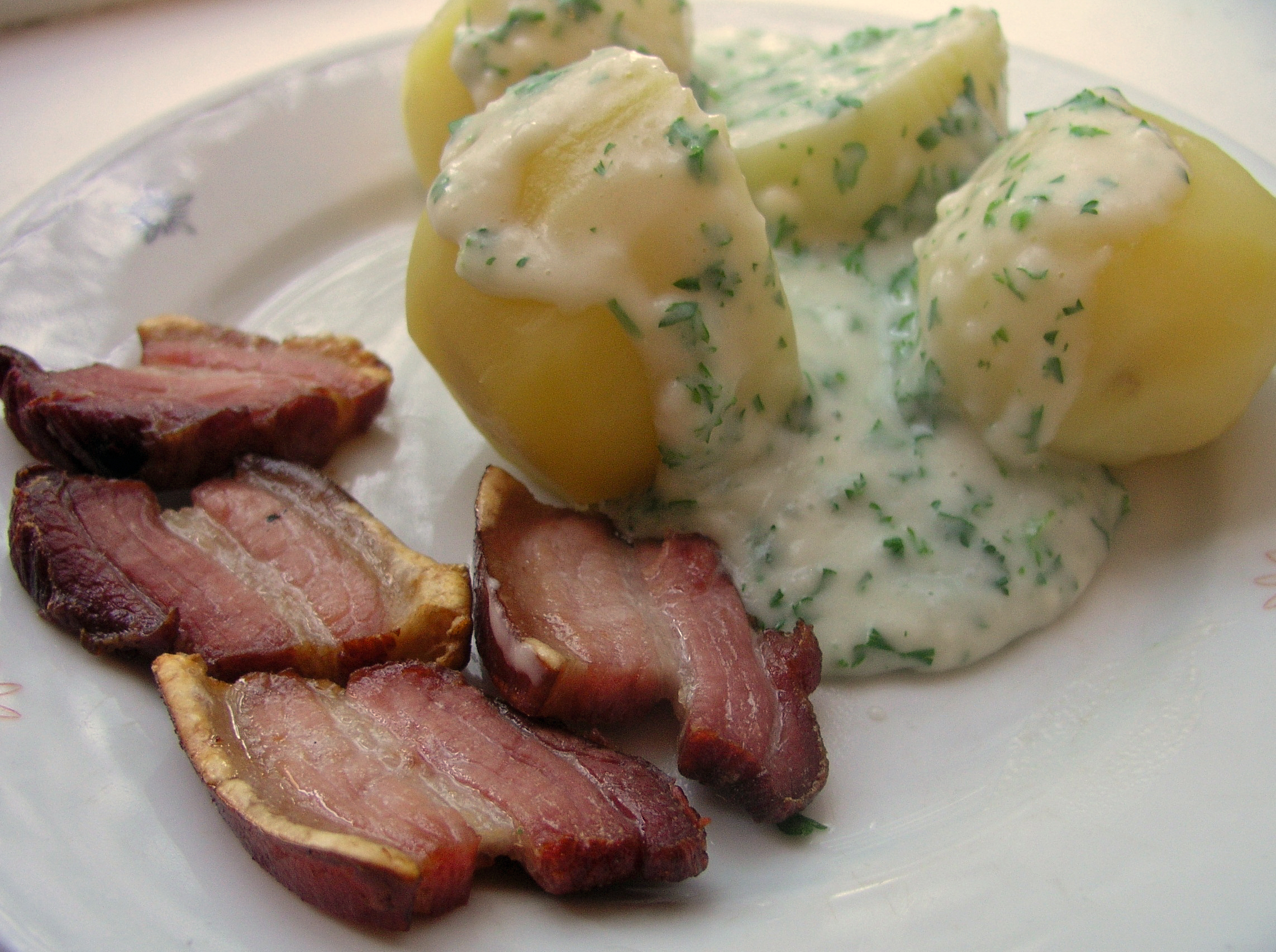
Stegt flæsk con patatas y salsa de perejil.

El stegt flæsk es uno de los platos más populares de Dinamarca, y ha sido descrito como «un plato de manteca de cerdo, y solo manteca de cerdo, en salsa de perejil». Una «guía alternativa de Dinamarca» de la BBC describía el stegt flæsk med persillesovs como tiras de cerdo fritas con manteca servidas con salsa de perejil y patatas hervidas.
Stegt significa ‘frito’ y flæsk es un corte de cerdo traducido a menudo como ‘panceta’, si bien a veces es más carne de cerdo que otra cosa. El stegt flæsk está incluido en The Art of Danish Cooking de Nika Standen Hazelton, donde se traduce como ‘panceta con salsa de perejil’ y en el Scandinavian Cooking de Elizabeth Craig.
El plato es especialmente popular en ciertas épocas del año. El stegt flæsk también puede servirse con compota de manzana.
La panceta y los cortes de cerdo se usan también en otros platos daneses. El flæskesteg es cerdo asado con corte, patata y col roja. El flæskeæggekage son huevos revueltos con panceta. El leverpostej o paté de hígado se hace horneando hígado de cerdo picado y tocino, cebolla picada, leche, huevo y harina, y se toma con pan de centeno. La stegt medister es una salchicha gruesa de carne y tocino de cerdo picados, especias y cebolla picada, que se prepara frita. La BBC señala que la comida danesa no se limita al cerdo y los dulces, pero que «sería justo decir que aparecen prominentemente en las dietas de los daneses».